# Comunidad judía de Trípoli

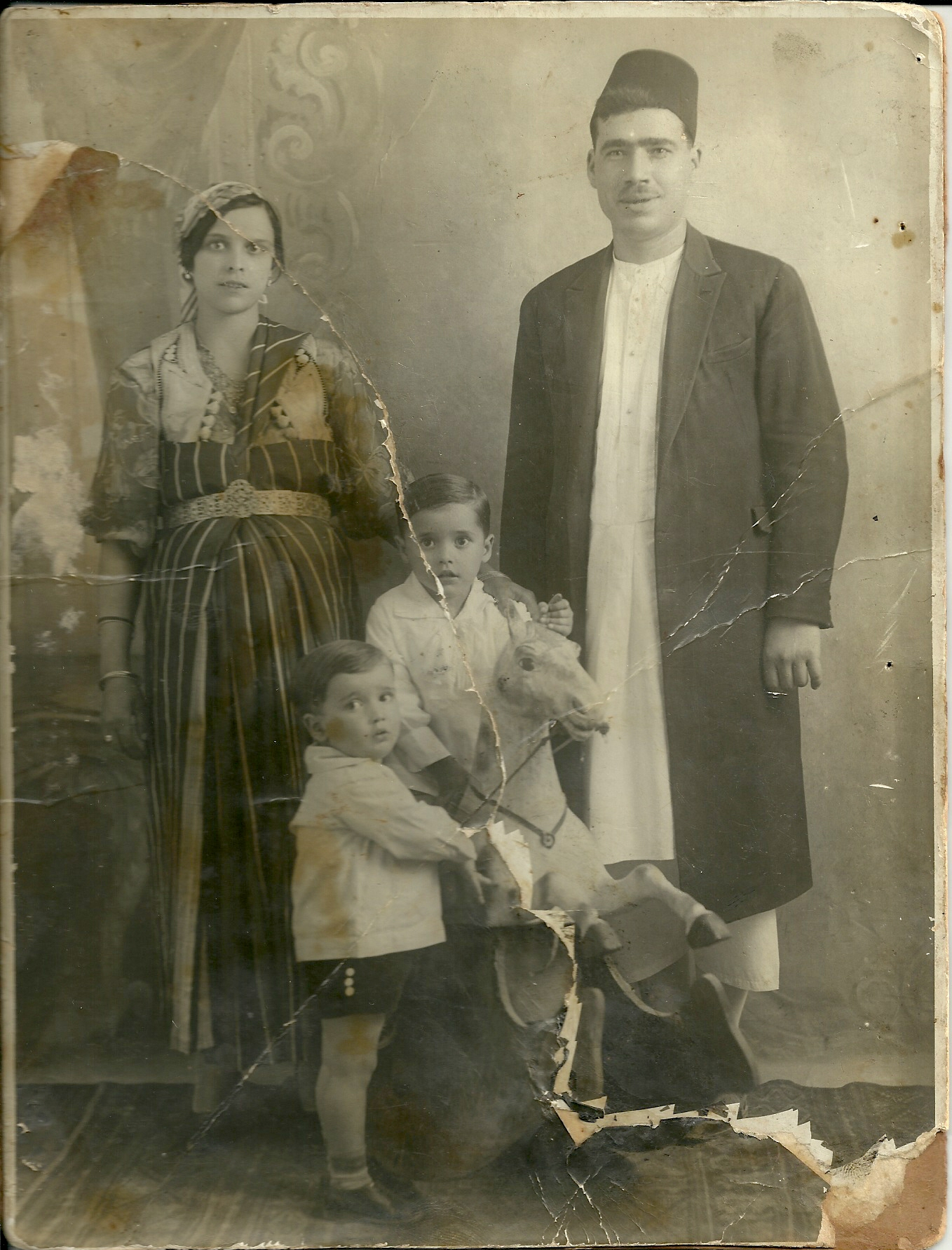
Una familia judía en Trípoli

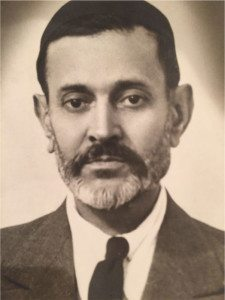
Rabino Isacar Hachmon

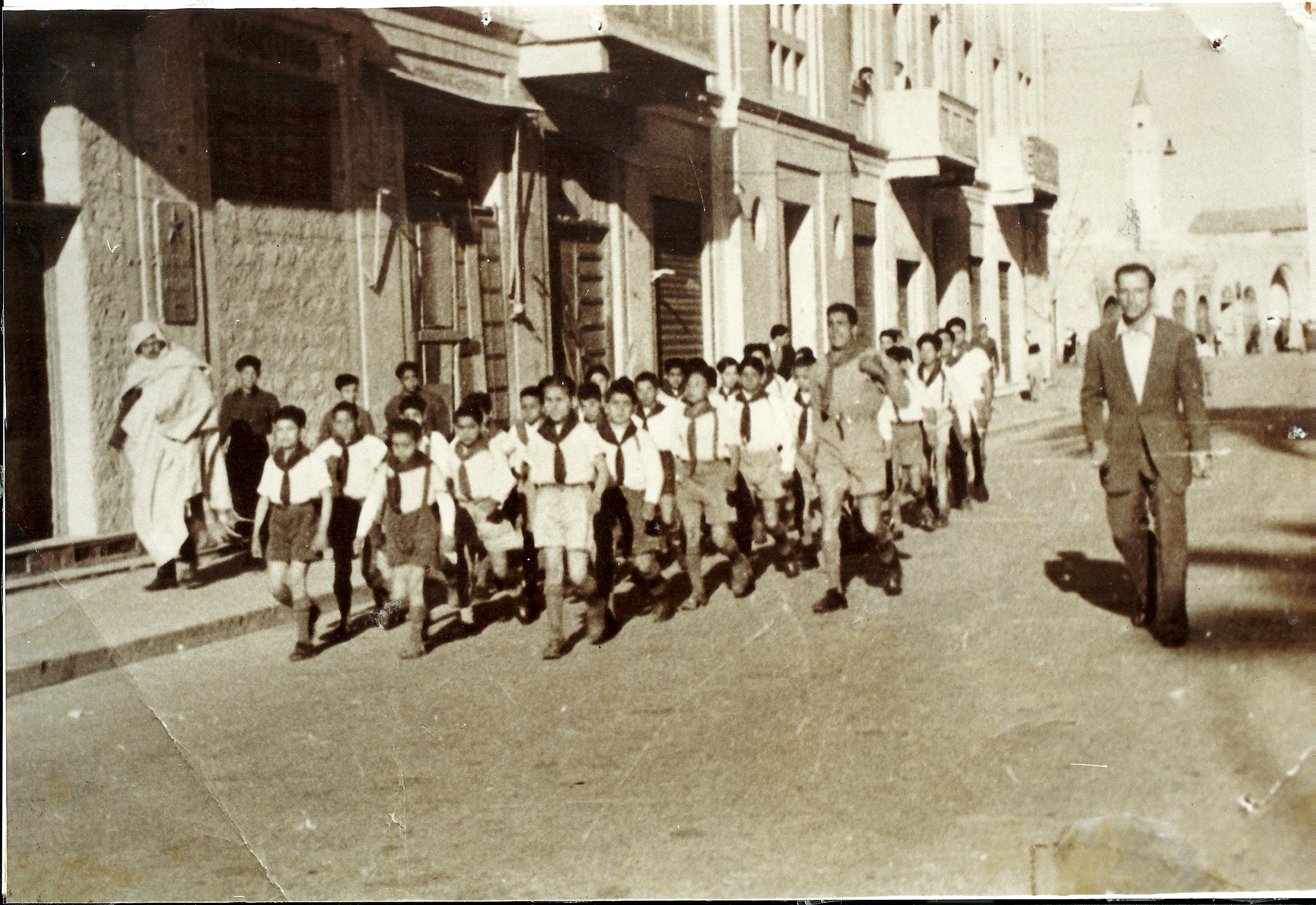
El desfile de exploradores hebreos en Trípoli

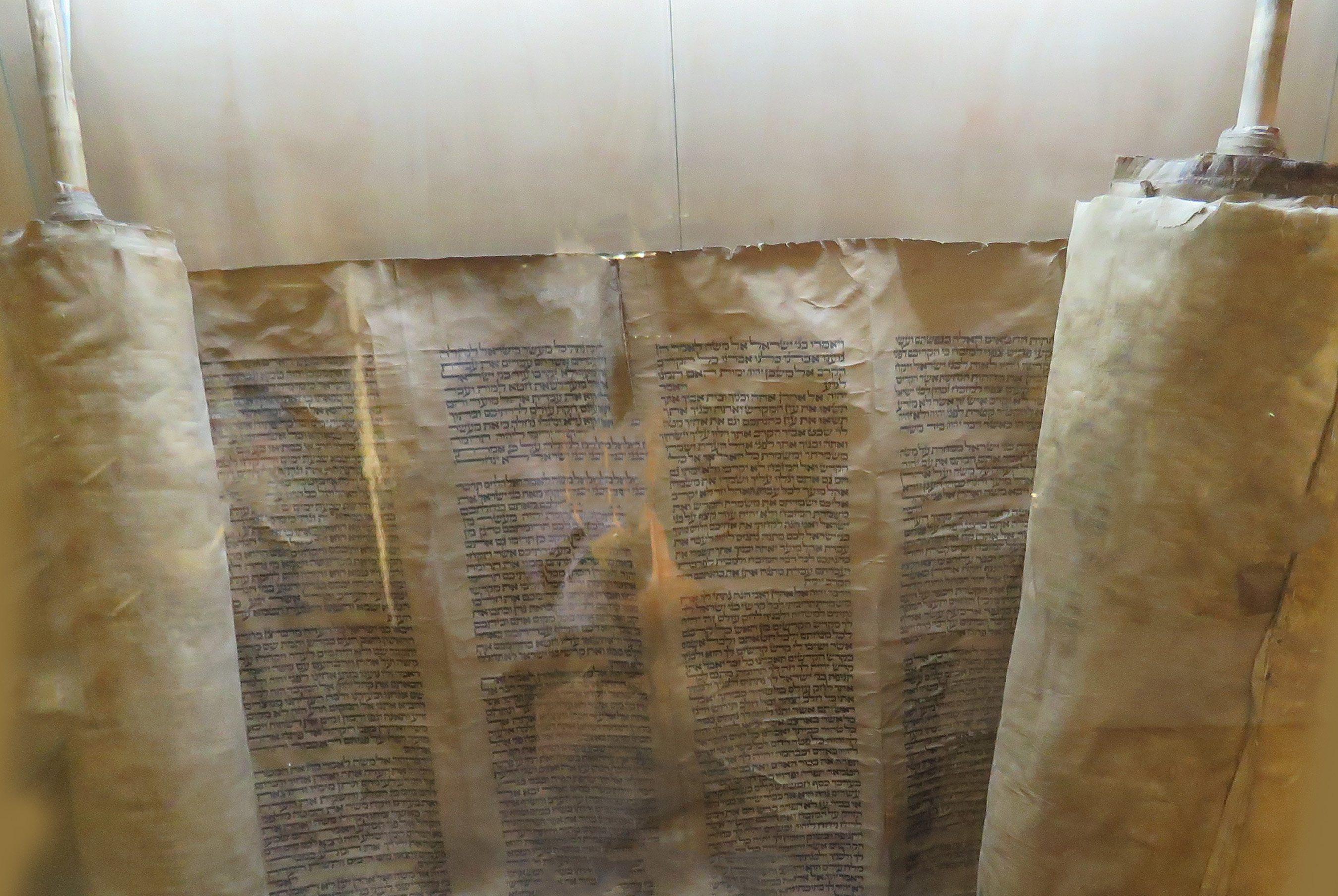
Un antiguo rollo de la Torá de Trípoli que sobrevivió

La comunidad judía de Trípoli en Libia existió desde la antigüedad hasta mediados del siglo XX, cuando tras incidentes de violencia por parte de población local, los últimos miembros de la comunidad abandonaron la ciudad.
La primera evidencia de la existencia de comunidades judías establecidas en los territorios de la Libia moderna es del período helenístico, pero evidencias que confirman la hipótesis de que los judíos se establecieron en Libia mucho antes, después del exilio asirio o babilónico . A lo largo de la historia, la comunidad judía en Libia ha conocido altibajos según el carácter de los muchos conquistadores que gobernaron Libia.
Los judíos que vivían en las ciudades costeras de Trípoli, Benghazi y Kirni a veces fueron exterminados o deportados. Una pequeña parte de los judíos se vieron forzados a exiliarse en el interior del país a zonas desérticas para preservar su judaísmo.
La existencia de una comunidad judía en Trípoli en el siglo VII se conoce por varios testimonios históricos. La comunidad es mencionada repetidamente en la época del reinado del califa fatimí al-Hachem en Amr Allah, quien aprobó decretos de destrucción de los judíos en las tierras bajo su dominio. Entre otras cosas, ordenó convertir la sinagoga de la comunidad de Trípoli en una mezquita . Después de la conquista de la ciudad por los cruzados, la comunidad judía de la ciudad siguió existiendo. Cerca del año 1175, Benjamín de Tudela visitó la ciudad y cuenta de un terremoto que hirió a muchos de los vecinos de la ciudad.
La comunidad judía continuó su existencia incluso después de la ocupación mameluca en la época que Trípoli y la comunidad judía dentro de ella se trasladaron a la nueva ciudad que se estableció en la montaña al este del puerto. Durante el gobierno de los mamelucos, visitó la ciudad el rabino Ashtori Farahi, que la describió como una "Gran Ciudad". En ese momento, había judíos rabínicos, caraítas e incluso samaritanos en Trípoli.
El rabino Ovadia de Bartanura contó alrededor de 100 familias que vivían en la ciudad en 1489, pero algunos dudaron de la precisión de esta cifra numérica por considerarla exagerada. Tras la expulsión de España, llegaron judíos de España a la ciudad y la comunidad creció notablemente.
La comunidad judía en Trípoli se concentró en dos barrios: el Barrio Grande (árabe: الحرة القفيرة - Alhara Al-Kabira) y el Barrio Pequeño (árabe: الحرة الصّغيرة - Alhara Azrira)
En 1868 , se incendió la sinagoga Tsalat Ben Shaif, que fue reconstruida unos años después.

### El comienzo de la Segunda Guerra Mundial
Tras la penetración europea en Libia, se abrieron escuelas italianas en Trípoli en 1876 para niños, a cargo de Gianto Paggi, y en 1887 para niñas, a cargo de Barolina Nunes-Vice. En 1880, las escuelas turcas se abrieron a los judíos; en 1890 se estableció una red educativa; en 1893 se fundó "Yagdil-Torah", que abrió sus puertas en 1904 en "Talmud-Torah" en "Dar Esarosi", y al mismo tiempo "Talmud Torah" en Benghazi.
Con la ocupación italiana en 1911, la red educativa italiana se expandió por toda Libia. En Trípoli "Talmud Torah" reanudó sus estudios, abrió la escuela ítalo-judía "Pietro Vori" (bajo la dirección de Emma Polco), las escuelas italianas "Scuola Roma" y "Tomaso". Por iniciativa del movimiento sionista, se abrió una escuela hebrea en una de las alas "Pietro Vori" (bajo la dirección de Yaakov Farjon), donde estudiaba la mayoría de los estudiantes de la comunidad y su plan de estudios era con el formato Eretz Israel. Además, se abrió la educación secundaria: la escuela secundaria italiana - Liceo, las escuelas secundarias vocacionales, técnicas y comerciales italianas, una escuela secundaria técnica hebrea, una escuela secundaria vocacional para niñas y la Yeshivá "Neve Shalom-Otzar HaTorah" (que fue en realidad en la escuela secundaria hebrea).

### Cultura
Desde los años 20  hasta los años 50 del siglo XX, el teatro judío en Libia ganó cada vez más un amplio arraigo en el público judío, en los movimientos juveniles sionistas y en las escuelas hebreas de toda Libia. El teatro no fue solo una herramienta de entretenimiento, a veces desempeñó un rol en la elevación de la moral en tiempos oscuros, sino también y especialmente un medio educativo-cultural para el renacimiento de la lengua hebrea, su divulgación y legado. También se usó como herramienta para recaudar fondos, para llevar a cabo actividades sionistas, para donaciones a varias instituciones en Israel. Los espectáculos y obras de teatro fueron escritos y dirigidos por graduados e instructores del movimiento sionista, directores y maestros de escuelas secundarias, emisarios y soldados de la Tierra de Israel. También fueron los directores, coreógrafos, escenógrafos, vestuaristas y utileros. Todos los que participaron en la producción y el juego, adultos, niños y niñas, eran exclusivamente voluntarios, con un supremo sentido de misión. Los programas versaban sobre diferentes temas: bíblicos, fiestas judías, nacionalistas, sionistas, de la Tierra de Israel, de actualidad y cultura general, que transmitían diferentes mensajes, inculcaron la conciencia sionista y revelaron a la audiencia capítulos importantes de la historia del Pueblo Judío y Israel. Obras de teatro, como: Josef y sus hermanos, Jacob y Esaú, Saúl y David, David y Goliat, Bat Jefté, Judit y Holofernes, Esther y Ashrush, Judá el Macabeo, Bar-Kochva, Tel Hai, El violín (de Hana Sanesh), El milagro de la rebelión (del gueto de Varsovia)  y muchas más.
Los espectáculos y obras de teatro se presentaron en hebreo, en Trípoli bajo la dirección de Amishdi Guetta, los hermanos Sambira, el emisario Yair Doar y otros.

### Las primeras persecuciones tras las leyes raciales
Shlomo (Momo) Tshuva, dueño de una imprenta en Libia e Israel, fue uno de los miembros más importantes del Círculo Dramático "Maccabi Tripoli". Ayudó en la selección de las obras, la mayoría de las cuales trataban temas bíblicos, como: Josef El Justo, Esther y Ashrush, Judith y Holofernes, en la redacción del guion, la mayoría de los cuales se presentaron en árabe coloquial, entretejidos con proverbios en árabe literario, y en la dirección de las obras y la preparación de los decorados y el vestuario, y también como actor.

## El período del Holocausto

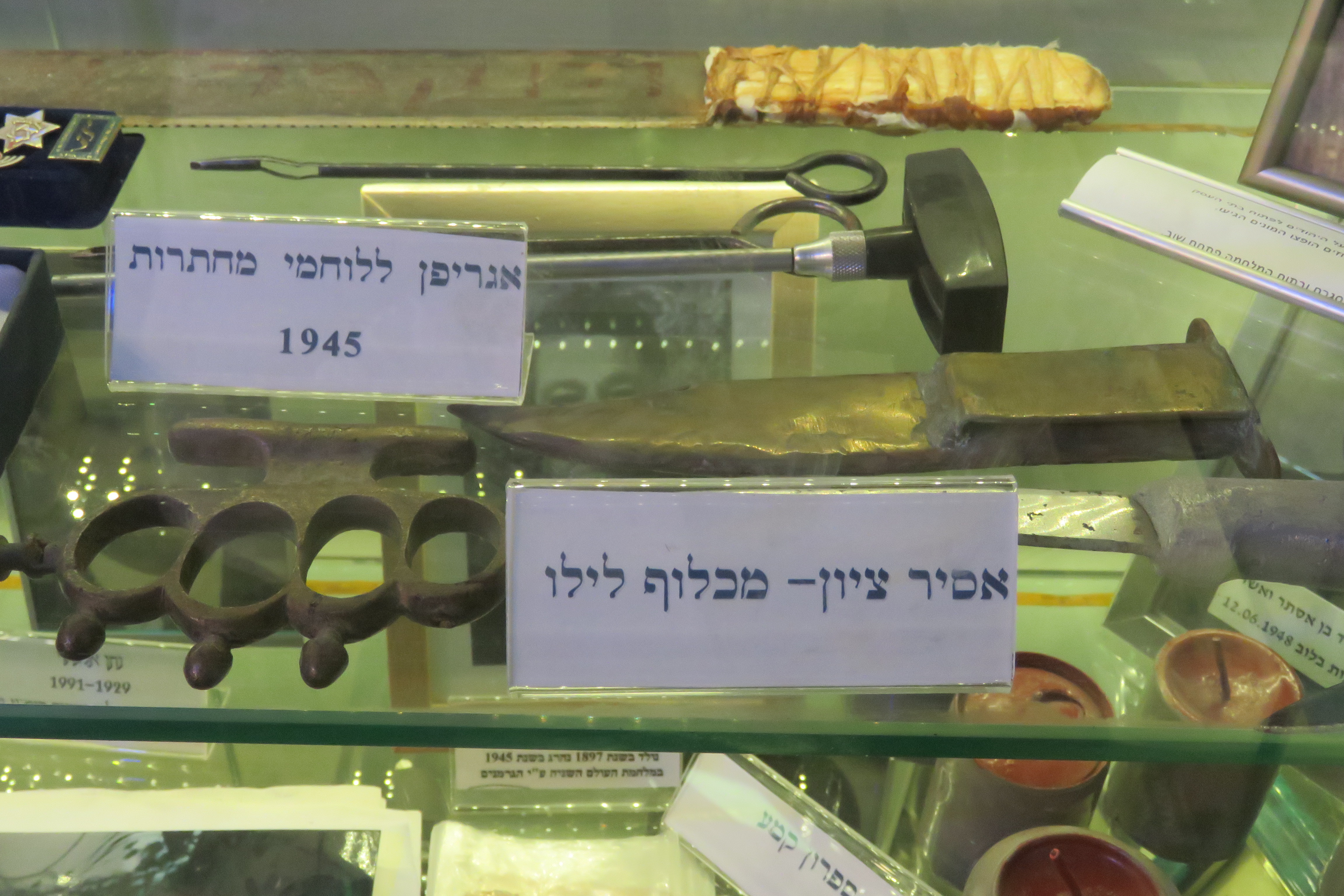
Armas de los luchadores de la resistencia

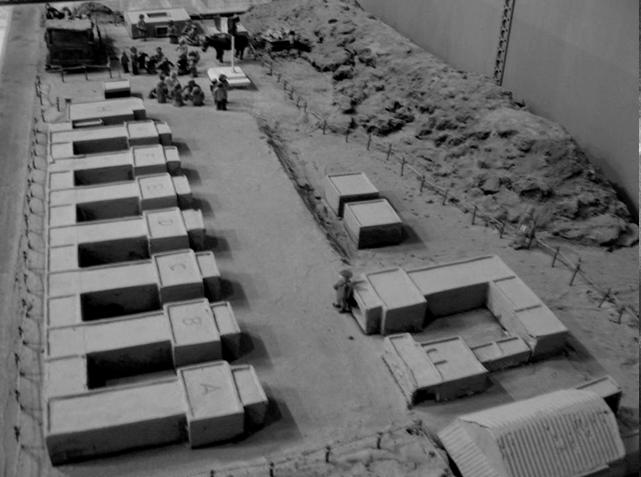
Un modelo del campamento de Giado en Libia

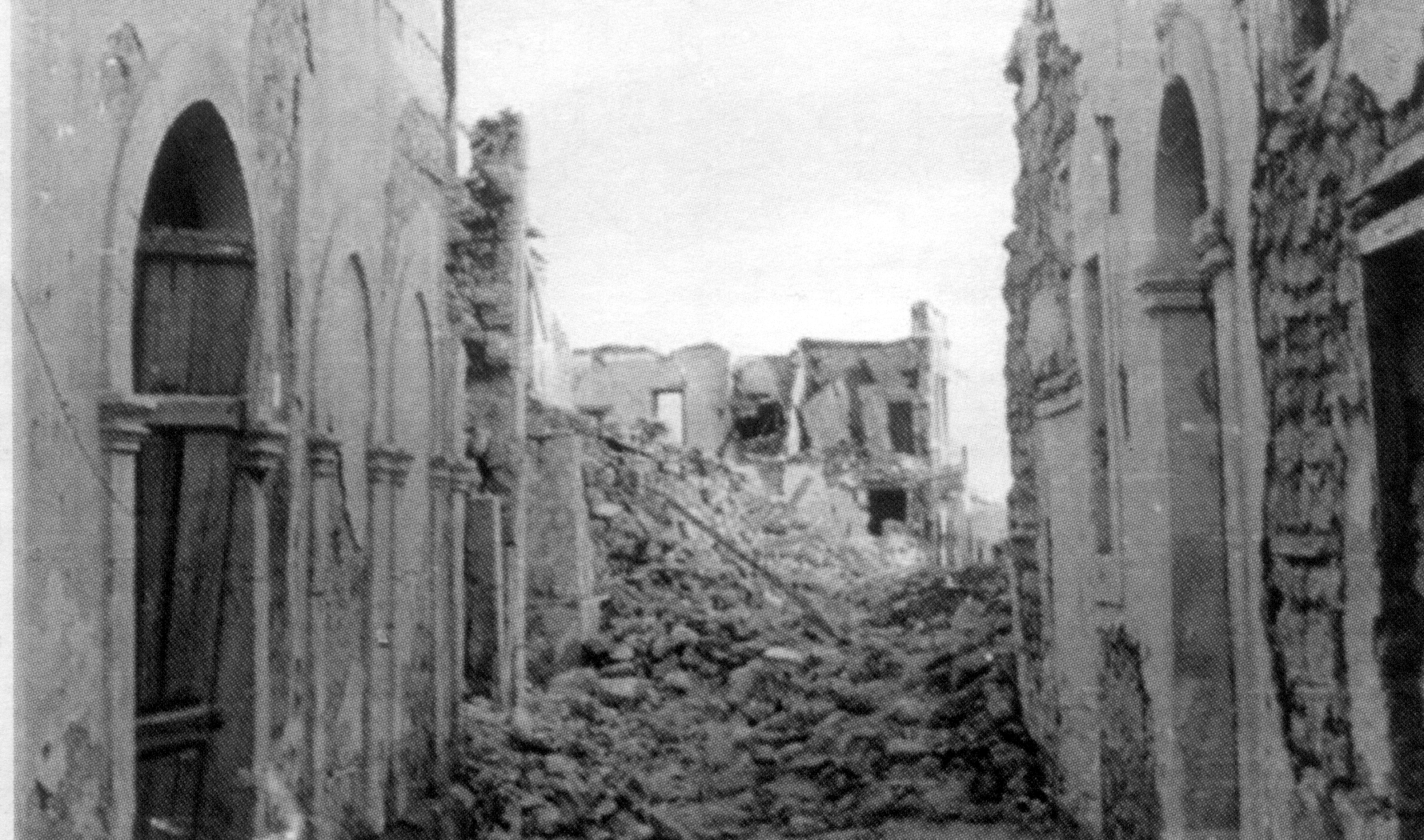
Los daños del bombardeo del barrio judío de Trípoli

En 1911 Libia fue ocupada por Italia. Al principio, los judíos vivieron una era de prosperidad cultural y económica, mientras formaban un puente entre la población local y los focos la economía italiana. Durante este período se consolidaron las instituciones comunitarias, se fundó el movimiento sionista, se establecieron movimientos juveniles sionistas e instituciones educativas hebreas y comenzó el renacimiento del idioma hebreo.
En la década de 1930, el gobierno fascista desarrolló una política  antisemita represiva hacia los judíos cque incluía la obligación de asistir a las escuelas en sábado, la apertura de tiendas en sábado y en 1938, con la aplicación de "leyes raciales" los judíos fueron expulsados de los ayuntamientos, cargos públicos y escuelas públicas, y sus documentos fueron sellados con la mención "raza judía".
En 1940, Italia se sumó a la Segunda Guerra Mundial del lado de la Alemania nazi y Libia se convirtió en uno de los teatros de guerra, donde la amenaza de la " Solución Final " pendía sobre las cabezas de los judíos. Además de los graves daños causados por los bombardeos aliados y en las batallas en el frente. Pero su sufrimiento se agravó debido a la aplicación de las "leyes raciales" y otras estrictas normas, el reclutamiento para trabajos forzados, los encarcelamientos y ejecuciones, el desplazamiento de la población, la deportación a Túnez y el exilio a Italia, desde donde algunos de ellos fueron trasladados a los campos de concentración alemanes de Innsbruck-Reichnau y Bergen-Belsen. La mayoría de los judíos de Cirenaica (la zona de la costa este de Libia) fueron trasladados al campo de concentración de Giado en condiciones difíciles, que causó la muerte de aproximadamente una cuarta parte de ellos.
Durante el curso de la guerra, en la que perecieron unos 700 judíos libios, se produjo el emotivo encuentro entre los judíos libios y los soldados israelíes del ejército británico. Los judíos libios se sintieron orgullosos al ver a los soldados con la Estrella de David. Los soldados israelíes también sintieron que se había cumplido el propósito de su voluntariado, que era salvar judíos en la zona de ocupación nazi-fascista. También ayudaron en la restauración de la comunidad y la renovación y el fortalecimiento de la educación hebrea, que se hizo según el patrón de la Tierra de Israel.

### El comienzo de la Segunda Guerra Mundial
(Del registro de las comunidades) Los primeros signos del acercamiento de la Segunda Guerra Mundial se sintieron en Trípoli ya en 1936, cuando se supo sobre el establecimiento del Eje Roma-Berlín. Una segunda etapa en el proceso ocurrió con la aplicación de las leyes raciales en Italia, en septiembre de 1938. Su implementación en Italia creó un efecto psicológico negativo en los judíos de Trípoli, y especialmente en aquellos con ciudadanía italiana, que no esperaban que un estado "civilizado" como Italia los discrimine del resto de sus ciudadanos. A pesar de las leyes, siempre había un refugio en Italia para los refugiados judíos de Europa que huyeron de los nazis que encontraron refugio en Trípoli. A partir de 1940, la organización italiana Delegación para la Asistencia de Emigrantes Judíos operó allí y ayudó a los refugiados judíos. Un factor igualmente importante en la implementación lenta y moderada de las leyes raciales en Libia fue la personalidad del gobernador italiano, Italo Balbo. Si bien Balbo fue cuidadoso con la implementación de los decretos del Shabat por considerarlos esenciales -manteniendo un cierto nivel de ingresos del gobierno provenientes del sector comercial- en la cuestión del antisemitismo y los decretos que surgieron de motivos no económicos pero desde un punto de vista racista, su oposición fue firme. La actitud de Balbo impidió la implementación de leyes raciales en Libia, hasta su muerte en un accidente en junio de 1940. Pese a los factores que moderaron el antisemitismo italiano en Libia, la continuación de las circunstancias de la guerra llevó al recrudecimiento de las persecuciones e incluso a la deportación de un grupo de judíos a campos de concentración en Europa.

### En el campo de Bergen-Belsen
En octubre de 1938 comenzó la lenta implementación de algunas de las leyes raciales, que ni siquiera Balbo pudo evitar que se implementaran. La primera ley prohibía a los judíos con ciudadanía extranjera vivir en Italia o Libia. Esta ley estaba destinada a perjudicar principalmente a los refugiados judíos de Europa que huían de los nazis. Una segunda ley impuso un numerus clausus a los niños judíos en las escuelas públicas, primarias y secundarias. Una tercera ley prohibía a los judíos ocupar cargos públicos. 46 judíos que estaban empleados en la administración pública fueron despedidos inmediatamente en Trípoli. Numerosas familias perdieron fuente de sustento y miles de estudiantes judíos quedaron sin un marco educativo. Los documentos oficiales, como las cédulas de identidad, estaban sellados como "judíos" y abundaban los artículos racistas en la prensa local. Los jóvenes italianos insultaban a los judíos en la calle y silbaban a las mujeres judías. Los incidentes de violencia también aumentaron como atacar a judíos en el mercado y arrojar piedras a tiendas y casas.
Al igual que los residentes de Trípoli, los judíos también se vieron perjudicados por las actividades de guerra, especialmente por los bombardeos aliados. Cuatro sinagogas de la ciudad quedaron completamente destruidas y otras sufrieron daños. El cementerio judío, que por su ubicación se utilizaba para colocar baterías antiaéreas, sufrió graves daños y algunas de las tumbas fueron saqueadas. Muchos judíos huyeron de la ciudad hacia las ciudades de los campos y los pueblos árabes de los alrededores, donde se vieron obligados a alquilar viviendas a los árabes a precios exorbitantes.

### La presencia alemana en Trípoli
A partir de 1938, se sintió una presencia alemana en Trípoli y Libia, pero los soldados alemanes uniformados enviados como ayuda militar a pedido de Italia fueron vistos en Trípoli solo después de que los alemanes aterrizaran en la ciudad, el 12 de febrero de 1941. Se notó su presencia. en un desfile militar por las principales calles de la capital, desfile que todos los vecinos estaban obligados a presencia. El mismo día, el gran rabino de Libia, Aldo Lats, recibió la orden de entregar las llaves de los clubes sionistas "Maccabim" y "Ben Yehuda". Los funcionarios y funcionarios nazis ejercieron una presión constante sobre las autoridades italianas para endurecer la política hacia los judíos, que era demasiado moderada para su gusto. A principios de 1941, se quitó de los judíos de Trípoli el monopolio del comercio minorista. Pero en la práctica, el orden económico en Libia no se podía cambiar de la noche a la mañana, los judíos seguían siendo dueños de negocios. A diferencia de Europa, la actitud personal de los alemanes hacia los judíos en Trípoli y Libia era práctica y profesional. Los alemanes necesitaban allí los servicios comerciales y profesionales de los judíos. Se informaron varios casos de crueldad, robo y lesiones a judíos por parte de soldados alemanes. Pero, por lo general, cuando un alemán entraba en una tienda judía, se comportaba educadamente. Además, a los soldados les gustaba comprar en tiendas judías y negocios judíos. Esto llevó a la difusión del rumor de que su comportamiento era parte de una política alemana planificada: comprar todos los bienes de los judíos, vaciar sus tiendas y dejarles papel moneda sin valor, para así romper la base económica judía en Libia.

### El agravamiento de la situación en 1942
En la primavera de 1942, el destino de los judíos libios se agravó significativamente. Se insinuaba en la ley que los judíos son inferiores no sólo a los ciudadanos italianos sino también a los lugareños musulmanes. Según otra ley, comenzó la " arianización " de la propiedad judía. A los judíos se les prohibió realizar transacciones de bienes inmuebles y en empresas agrícolas. A los judíos también se les prohibió beneficiarse de cualquier concesión derivada de la propiedad estatal: agricultura, bosques, minerales, crédito, seguros, transporte y navegación. Los judíos tienían prohibido ser miembros de una cooperativa y publicar una publicación cuyo contenido no sea religioso. Siguiendo las Leyes de Arianización, la humillación diaria de los judíos que vivían en la cultura italiana de Trípoli fue aún mayor que la de sus hermanos en Italia. En particular, las humillaciones aumentaron como consecuencia del caos provocado por los bombardeos aliados. Los fascistas humillaron a los judíos en la calle que fueron vejados públicamente. Cuando los judíos intentaron escapar en tren de los bombardeos, fueron sacados a la fuerza del tren con el argumento de que olían mal.
El segundo decreto aprobado por los italianos en 1942 fue la deportación y la imposición de trabajos forzados, debido a la decisión de Mussolini de que los judíos eran un factor poco confiable. En Trípoli y sus alrededores, los ciudadanos británicos y franceses que fueron exiliados junto con los judíos de Cirenaica fueron víctimas del trabajo forzado y la mayoría fueron deportados. 

### La deportación a campos de concentración en Europa
De unos 300 judíos con ciudadanía británica en Libia, unos 200 eran residentes de Trípoli. Fueron exiliados por ser súbditos de un estado enemigo. Ya a fines de enero de 1942, fueron enviados a Nápoles en improvisados y nauseabundos barcos de carga, mal equipados, sin que se les aclararan los motivos de la deportación y el destino. En Italia los dividieron principalmente en tres campos: Arzo, Civitella del Tronto y Bagno a Ripoli.
Los judíos que poseían ciudadanía británica fueron alojados en estos campos. Los campamentos eran en edificios públicos, en grandes casas particulares, en grandes grupos de hasta 100 personas, con gran densidad, pero sin separar a las familias. 
Los campamentos solían estar en lugares aislados y no todos estaban cercados. Los supervisores eran principalmente policías italianos de la sección de seguridad pública y estaba prohibido salir de los campamentos. Las condiciones de vida eran tolerables, los detenidos recibían paquetes de alimentos de la Cruz Roja y por lo tanto su nutrición era buena en comparación con la de sus vecinos del campo, otros súbditos extranjeros, algunos de ellos judíos, británicos, indios, rusos y polacos. Las relaciones con los otros grupos eran buenas. Junto con los judíos polacos, abrieron una escuela para unos 25 niños en los grados primero a quinto. Estos campos tenían más el carácter de campos de detención y tránsito que de campos de concentración. Los judíos libios no estaban obligados a trabajar. Su sufrimiento se debió principalmente al exilio a un entorno extranjero, el hacinamiento, el clima europeo (sobre todo en invierno) las restricciones de tráfico y la incertidumbre. Sin embargo, gracias al constante contacto con los residentes de la zona, los judíos libios estaban actualizados sobre las noticias de la guerra.
Cuando Alemania toma el poder en Italia el 8 de septiembre de 1943, la situación de los judíos empeoró inmediatamente. El 28 de octubre de 1943, los hombres fueron trasladados por las SS, desde el campamento de Civitella del Tronto a los campamentos de Corchetta y Cati para trabajos de fortificación en la línea del frente cerca del Río Sangro. Las mujeres y los niños se quedaron atrás. El trabajo continuó desde la mañana hasta la noche. Cuando comenzaron los ataques aéreos, el grupo fue devuelto a Civitella del Tronto a pie. Mientras tanto, en enero de 1944, un grupo de judíos de Civitella del Tronto fue trasladado al campo de Bergen-Belsen. El resto de los judíos fueron trasladados casi al mismo tiempo a un campo de concentración italiano en Fossoli di Carpi . En mayo de 1944 también fueron trasladados a Alemania a Bergen-Belsen. A este campo también fueron trasladados los judíos prohibidos en su país y algunos prisioneros judíos del campo de Fremonti, en el sur de Italia. Este último llegó allí ya en 1940 después de que uno de los miembros de la familia fuera sospechoso de espionaje y encarcelado.

### En el campo de Bergen-Belsen

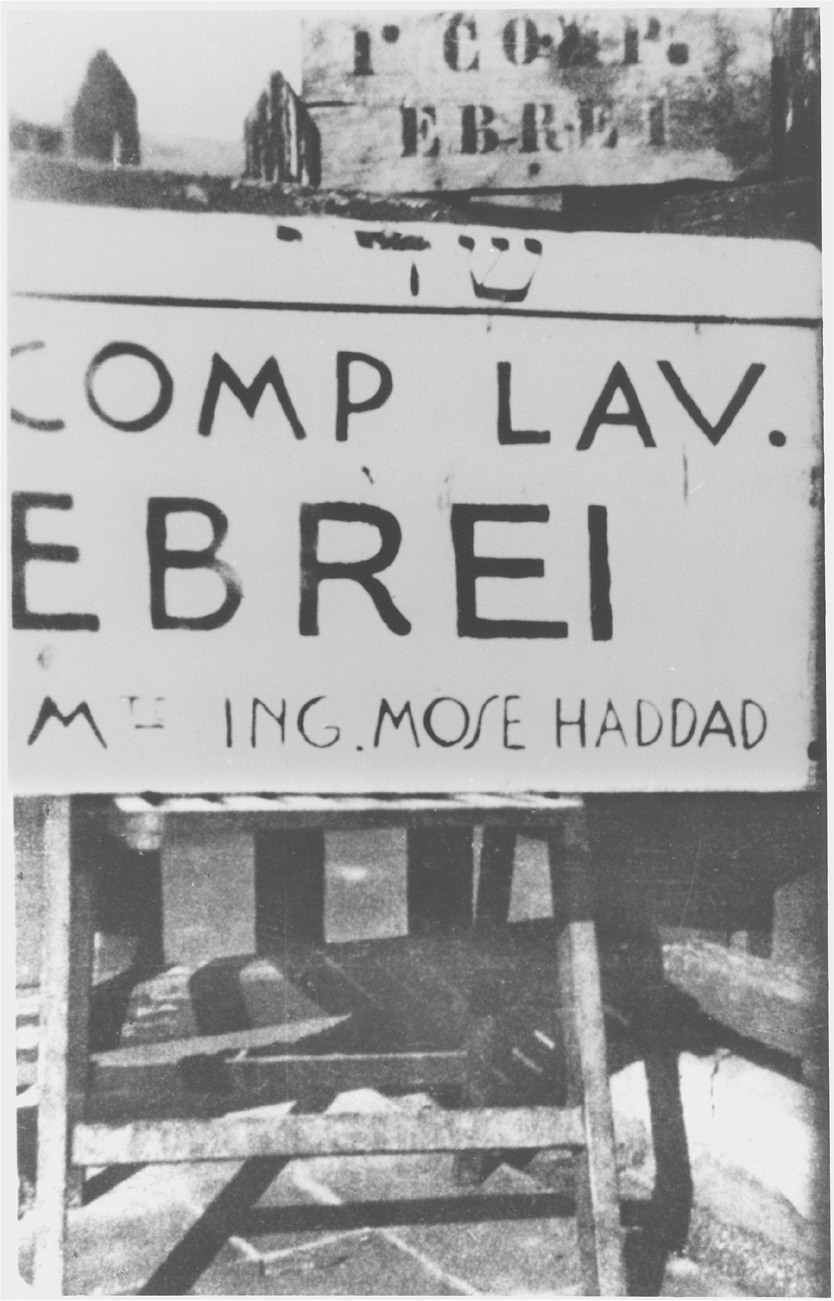
Zona de judíos libios y entre ellos judíos de Trípoli en el campo "Bergen Belzen"

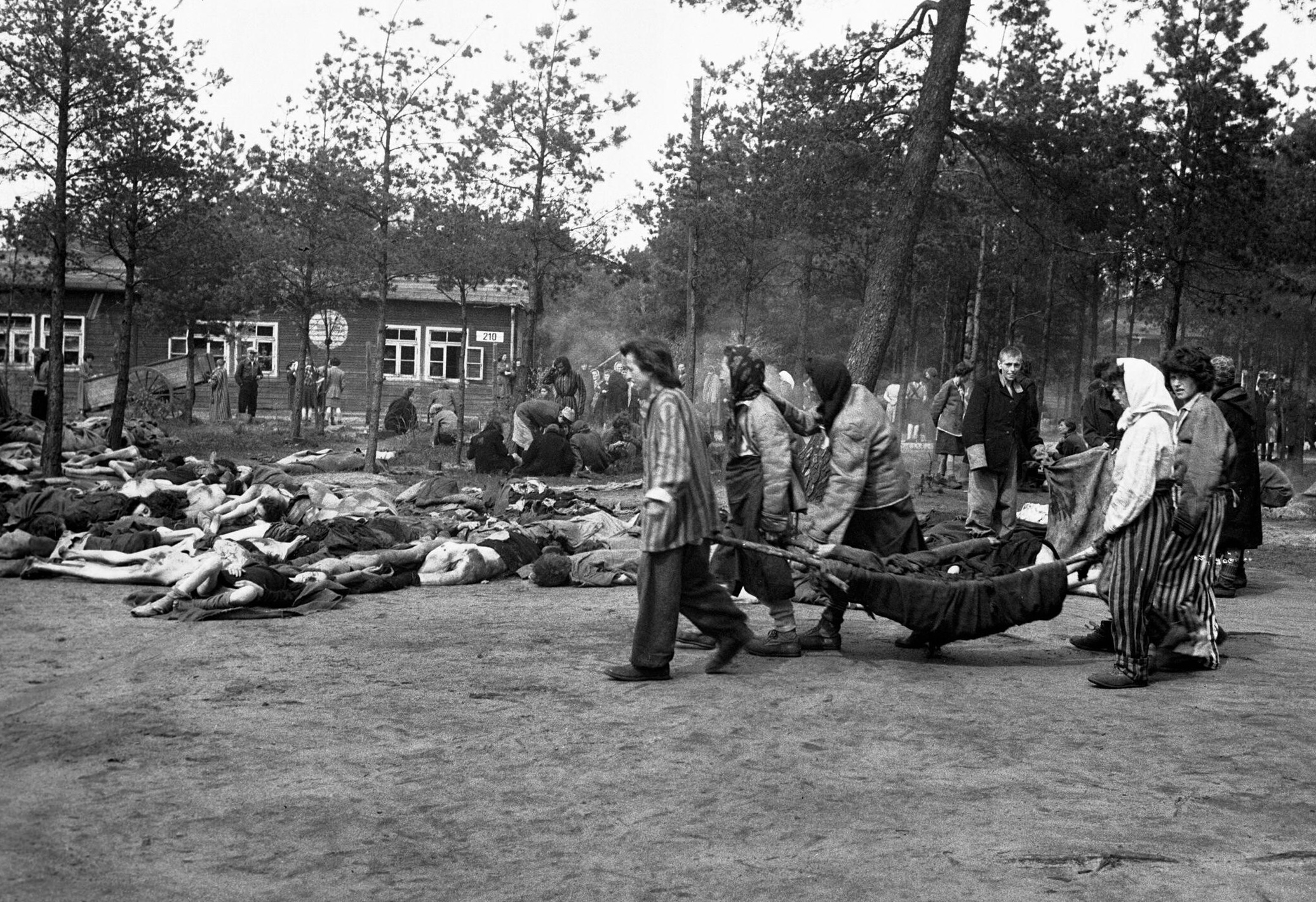
Prisioneros judíos en el campo de concentración de Bergen-Belsen

Aproximadamente 370 judíos con súbditos británicos de Libia fueron enviados al campo de Bergen-Belsen en el norte de Alemania. Fueron allí en cuatro transportes, el primero Civitella del Tronto; el segundo y tercero de Fosuli di Carpi; y uno de su país. El primer transporte llegó en enero de 1944 y el último en agosto de 1944. La gran mayoría de ellos fueron transportados en noviembre-diciembre de 1944. El campo de Bergen-Belsen se estableció en 1943 para servir como campamento temporal para grupos de judíos europeos destinados a ser intercambiado por ciudadanos alemanes que fueron encarcelados dentro de las fronteras del Imperio Británico. Los judíos llegaron al campo de diferentes países: Polonia, Francia, Rumania, Hungría, Holanda; Y también judíos con pasaporte británico o sudamericano. Los residentes del campo no vivían como un grupo homogéneo bajo leyes uniformes que obligaban a todos. El campo de Bergen-Belsen estaba dividido en varias alas cuidadosamente separadas entre sí y las separaban cercas de alambre de púas. Los "campos dentro del campo" recibieron un trato diferente entre sí y en cada uno de ellos prevalecieron condiciones diferentes. El ala más grande a fines de 1944 era el "Sternlager", llamado así porque sus residentes tenían que usar el parche amarillo . Allí vivían unos 1.400 judíos de diferentes países. Los hombres y las mujeres fueron alojados en secciones separadas, pero a las familias se les permitió estar juntas durante el día. Ya durante 1944, las raciones de comida eran exiguas y todos los residentes, incluso los más viejos, estaban obligados a trabajar. La empresa de trabajo más grande era la "compañía de calzado". Los trabajadores tenían que desenredar zapatos viejos traídos de Alemania Occidental, cortar y clasificar el cuero que aún era utilizable. Se emplearon cuadrillas de trabajo adicionales en el aserrado de troncos de árboles en los bosques de la zona, en la canalización y excavación en el campamento y en el fregado de ollas en la cocina. Además del duro trabajo, sufrieron abusos y crueldad por parte de los soldados de las SS. Un campo donde las condiciones eran mucho mejores era el "Campo neutral" donde vivían judíos con ciudadanías de países neutrales como España, Portugal, Argentina y Turquía. También hubo un "campo especial" y el "campo húngaro" donde se quedaron los 1.683 judíos del tren Kastner .
Un grupo de judíos libios en Bergen-Belsen mantuvo la cohesión interna y comparados con otros prisioneros en el campo, estaban mejor, al menos al principio. Esto se debe a que venían de los campos de prisioneros en Italia y todavía tenían sobras de los paquetes de alimentos que recibieron de la Cruz Roja por ser súbditos británicos. La magnitud del sufrimiento de los judíos libios en el campo dependía principalmente de dos factores: la duración de la estadía allí y el ala donde fueron encontrados. Las condiciones del campo, que eran razonables a principios de 1944 cuando llegaron los judíos, se deterioraron a finales de 1944, cuando se marcharon. A fines de 1944, las condiciones en el campo se convirtieron en un verdadero infierno. Los cadáveres de decenas de miles de personas que murieron de hambre, agotamiento y fiebre tifoidea yacían durante meses sin ser enterrados. Hubo grupos de Libia que se quedaron allí solo unas pocas semanas, y algunos que se quedaron hasta noviembre de 1944 e incluso hasta enero de 1945. Algunos de ellos fueron encontrados en el ala "privilegiada" donde no se separaba a las familias ni se maltrataba a los presos; Y algunos de ellos fueron alojados en el "Campamento Estrella" (por la Estrella de David) que estuvo lleno desde el principio, los hombres fueron separados de las mujeres y hubo constantes abusos por parte de los hombres de las SS. El sufrimiento de los judíos libios también se debió al hecho de que Europa les resultaba totalmente extraña. No estaban acostumbrados a las condiciones climáticas del invierno con nieve y se sentían muy desarraigados por su origen e idioma. Por primera vez vivieron a la sombra de los crematorios porque presenciaron la llegada de prisioneros de Europa que venían y luego desaparecían hacia el este para ser exterminados. La comunicación de los judíos libios con otros judíos del campo se llevó a cabo en hebreo.

## Después de la Segunda Guerra Mundial
En el verano de 1963 se produjo un hecho impactante que conmocionó profundamente a la comunidad judía y le recordó lo vulnerable que es. En este suceso, Khalfala Nahum, un judío muy conocido, fue asesinado en su casa en Trípoli. La policía se negó a creer que fueron los árabes quienes asesinaron y culparon a los judíos. Después de un tiempo, otro judío de la comunidad fue atacado, solo entonces la policía actuó y detuvo a una banda compuesta por diez árabes que también fueron responsables del asesinato de Nahum y otros ataques.
Ocasionalmente, el gobierno intervino para proteger a los judíos de ataques físicos.
En 1967, coincidiendo con la crisis entre Israel y Egipto, se celebró en Trípoli la "Semana de Palestina" con el objetivo de liberar Palestina, con el permiso del gobierno y la aprobación del rey. Lo que comenzó como manifestaciones pronto se convirtió en un ataque masivo contra los judíos y sus propiedades. Las madres lograron evacuar a sus hijos de las escuelas para que no se lastimaran y los negocios judíos fueron incendiados.
La policía no pudo controlar la situación y se declaró el estado de emergencia. Ese día, más del 60% de las propiedades comunales y privadas judías fueron destruidas. Al menos diez judíos fueron asesinados y muchos resultaron heridos. Después de los disturbios, los judíos vivieron con un miedo constante, se encerraron en sus casas y sufrieron la escasez de bienes básicos. La sinagoga 'Beit El', que contenía diez rollos de la Torá decorados con plata y marfil, así como cientos de libros sagrados y utensilios sagrados, fue incendiada por completo el mismo día del pogromo.

#### Evacuación de los judíos
En vista de la grave situación, el gobierno comenzó a proporcionar a los judíos documentos de viaje y "permisos de transferencia aérea". La evacuación se llevó a cabo en condiciones difíciles a través de vuelos chárter organizados por el gobierno libio y la empresa Alitalia . Los judíos pensaron que su ausencia era temporaria hasta que los ánimos se calmaran, pero en la práctica el gobierno confiscó los negocios pertenecientes a los judíos con todo su stock de mercaderías. Los judíos de Trípoli fueron llevados en su mayoría a Latina, en la región del Lacio. En los años siguientes, algunos judíos lograron regresar a Trípoli para realizar breves visitas con el fin de evaluar sus pérdidas y determinar lo que aún podían salvar.

#### Golpe de Gaddafi (1969)
El 1 de septiembre de 1969, mientras el rey Idris estaba en el extranjero, Muammar Gaddafi, que tenía el grado de teniente en el ejército libio, lideró un golpe militar. En el diario 'Al-Raid', que luego se convirtió en el periódico oficial del nuevo gobierno, se publicó un artículo bajo el título "Opinión Pública", que pedía al gobierno confiscar las propiedades de los judíos que habían sido deportados a Italia y "devolverlos al pueblo libio" y exigió que los consejos municipales de Trípoli, Bengasi y otras ciudades profanen los cementerios judíos y arrojen sus cuerpos al mar. De hecho, el régimen de Gaddafi promulgó nuevas leyes que le permitirían tomar la custodia de todas las propiedades judías restantes. Los cuatro cementerios judíos de Trípoli fueron destruidos y se construyeron edificios sobre ellos, sin permitir la extracción de los huesos de los enterrados. Las 44 sinagogas en Trípoli se convirtieron en mezquitas. Este acto borró permanentemente el pasado judío de Libia.

## Lectura complementaria
- Jacob Hajj-Lilof , La historia de los judíos de Libia: desde el comienzo del asentamiento de los judíos en Libia hasta su emigración y absorción en la tierra, Beer Sheva: Instituto de Estudios e Investigación del Judaísmo Libio, 2000
- Prof. Maurice Romney, Libyan Jewish: Coexistence, Persecution, Aliyah, Rishon LeZion: Yedioth Books, 2017

- Historia de los judíos libios, en el sitio del Centro del Patrimonio Judío de Libia
- </img>  sitio web
- Dr. Irit Abramski-Bley, " El liderazgo judío en Libia y Túnez durante el Holocausto ", For the Memory Old Series - 36 (págs. 55-60), Yad Vashem, 2000

- Datos: Q111850112

1. ↑  רבי יששכר חכמון זצ“ל, מרכז מורשת יהדות לוב
2. ↑  יהודי לוב בעת העתיקה, באתר מרכז מורשת יהדות לוב.